# UCI Women's World Tour 2020
L'UCI Women's World Tour 2020, quinta edizione della competizione, si svolse su tredici eventi dal 1º febbraio al 10 novembre 2020. Le corse che lo costituirono furono docici in linea e due a tappe.
Inizialmente il calendario comprendeva ventidue gare, ma a causa della pandemia di COVID-19 alcune delle gare in calendario furono annullate. Di conseguenza, le corse rimaste furono posticipate e la stagione terminò l'8 novembre, quando si corse la terza tappa del Ceratizit Madrid Challenge della Vuelta.
La vittoria della classifica individuale fu della britannica Elizabeth Deignan, mentre la classifica a squadre vide prevalere la formazione statunitense Trek-Segafredo; la classifica Under-23 fu vinta dalla tedesca Liane Lippert.

## Squadre
Le squadre detentrici della nuova licenza UCI Women's World Tour per la stagione 2020 sono otto.
| Cod. | Squadra                            | Biciclette |
| ---- | ---------------------------------- | ---------- |
| ALE  | Alé BTC Ljubljana                  | MCipollini |
| CSR  | Canyon-SRAM Racing                 | Canyon     |
| CCC  | CCC-Liv                            | Liv        |
| FDJ  | FDJ Nouvelle-Aquitaine Futuroscope | Lapierre   |
| MTS  | Mitchelton-Scott                   | Scott      |
| MOV  | Movistar Team Women                | Canyon     |
| SUN  | Team Sunweb                        | Cervélo    |
| TFS  | Trek-Segafredo                     | Trek       |

## Calendario
| N. | Data            | Evento                                              | Vincitrice                                   | Squadra                   | Leader della Cl. mondiale |
| -- | --------------- | --------------------------------------------------- | -------------------------------------------- | ------------------------- | ------------------------- |
| 1  | 1º febbraio     | Cadel Evans Great Ocean Road Race (2020)            | Liane Lippert                                | Team Sunweb               | Liane Lippert             |
|    | 15 marzo        | Ronde van Drenthe                                   | annullato a causa della pandemia di COVID-19 |                           | Liane Lippert             |
|    | 2 giugno        | Trofeo Alfredo Binda - Comune di Cittiglio          | annullato a causa della pandemia di COVID-19 |                           | Liane Lippert             |
|    | 8-13 giugno     | The Women's Tour                                    | annullato a causa della pandemia di COVID-19 |                           | Liane Lippert             |
| 2  | 1º agosto       | Strade Bianche (2020)                               | Annemiek van Vleuten                         | Mitchelton-Scott          | Liane Lippert             |
|    | 8 agosto        | Open de Suède Vargarda TTT                          | annullato a causa della pandemia di COVID-19 |                           | Liane Lippert             |
|    | 9 agosto        | Open de Suède Vargarda                              | annullato a causa della pandemia di COVID-19 |                           | Liane Lippert             |
|    | 13-16 agosto    | Ladies Tour of Norway                               | annullato a causa della pandemia di COVID-19 |                           | Liane Lippert             |
| 3  | 25 agosto       | Grand Prix de Plouay - Lorient Agglomération (2020) | Elizabeth Deignan                            | Trek-Segafredo            | Liane Lippert             |
| 4  | 29 agosto       | La course by Le Tour de France (2020)               | Elizabeth Deignan                            | Trek-Segafredo            | Elizabeth Deignan         |
|    | 1º-6 settembre  | Holland Ladies Tour                                 | annullato a causa della pandemia di COVID-19 |                           | Elizabeth Deignan         |
| 5  | 11-19 settembre | Giro Rosa (2020)                                    | Anna van der Breggen                         | Boels-Dolmans             | Elizabeth Deignan         |
| 6  | 30 settembre    | Freccia Vallone (2020)                              | Anna van der Breggen                         | Boels-Dolmans             | Anna van der Breggen      |
| 7  | 4 ottobre       | Liegi-Bastogne-Liegi (2020)                         | Elizabeth Deignan                            | Trek-Segafredo            | Elizabeth Deignan         |
|    | 10 ottobre      | Amstel Gold Race                                    | annullato a causa della pandemia di COVID-19 |                           | Elizabeth Deignan         |
| 8  | 11 ottobre      | Gand-Wevelgem (2020)                                | Jolien D'Hoore                               | Boels-Dolmans             | Elizabeth Deignan         |
| 9  | 18 ottobre      | Giro delle Fiandre (2020)                           | Chantal Blaak                                | Boels-Dolmans             | Elizabeth Deignan         |
| 10 | 20 ottobre      | Driedaagse Brugge-De Panne (2020)                   | Lorena Wiebes                                | Team Sunweb               | Elizabeth Deignan         |
|    | 23-25 ottobre   | Tour of Chongming Island                            | annullato a causa della pandemia di COVID-19 |                           | Elizabeth Deignan         |
|    | 25 ottobre      | Parigi-Roubaix                                      | annullato a causa della pandemia di COVID-19 |                           | Elizabeth Deignan         |
| 11 | 6-8 novembre    | Madrid Challenge by La Vuelta (2020)                | Lisa Brennauer                               | Ceratizit-WNT Pro Cycling | Elizabeth Deignan         |
|    | 10 novembre     | Tour of Guangxi                                     | annullato a causa della pandemia di COVID-19 |                           | Elizabeth Deignan         |

## Classifiche finali
La classifica individuale dell'UCI Women's World Tour segue le regole per il punteggio redatte dall'UCI.
Classifiche aggiornate al 31 dicembre 2020.
| Pos. | Corridore             | Squadra    | Punti    |
| ---- | --------------------- | ---------- | -------- |
| 1    | Elizabeth Deignan     | Trek-Seg.  | 1 622,33 |
| 2    | Elisa Longo Borghini  | Trek-Seg.  | 1 567,33 |
| 3    | Lisa Brennauer        | Ceratizit  | 1 424,67 |
| 4    | Anna van der Breggen  | Boels      | 1 221,67 |
| 5    | Lotte Kopecky         | Lotto      | 1 050    |
| 6    | Marianne Vos          | CCC-Liv    | 974,50   |
| 7    | Annemiek van Vleuten  | Mitchelton | 942      |
| 8    | Demi Vollering        | Parkhotel  | 856      |
| 9    | Liane Lippert         | Sunweb     | 838,33   |
| 10   | Cecilie Uttrup Ludwig | FDJ        | 832      |

| Pos. | Corridore         | Squadra  | Punti |
| ---- | ----------------- | -------- | ----- |
| 1    | Liane Lippert     | Sunweb   | 28    |
| 2    | Mikayla Harvey    | Paule Ka | 22    |
| 3    | Lorena Wiebes     | Sunweb   | 16    |
| 4    | Marta Cavalli     | Valcar   | 14    |
| 5    | Juliette Labous   | Sunweb   | 8     |
| 6    | Elisa Balsamo     | Valcar   | 8     |
| 7    | Chiara Consonni   | Valcar   | 6     |
| 8    | Vittoria Guazzini | Valcar   | 6     |
| 9    | Maaike Boogaard   | Alé BTC  | 4     |
| 10   | Lonneke Uneken    | Boels    | 4     |

| Pos. | Squadra                            | Punti    |
| ---- | ---------------------------------- | -------- |
| 1    | Trek-Segafredo                     | 4 380,98 |
| 2    | Boels-Dolmans Cycling Team         | 3 177,02 |
| 3    | Team Sunweb                        | 2 876,98 |
| 4    | Mitchelton-Scott                   | 2 601    |
| 5    | CCC-Liv                            | 2 137    |
| 6    | Canyon-SRAM Racing                 | 1 961    |
| 7    | Ceratizit-WNT Pro Cycling          | 1 908,02 |
| 8    | Équipe Paule Ka                    | 1 648,02 |
| 9    | FDJ Nouvelle-Aquitaine Futuroscope | 1 558    |
| 10   | Lotto-Soudal Ladies                | 1 326    |